# کوزیاک (لوزنیتسا)
کوزیاک (به صربی: Kozjak) یک منطقهٔ مسکونی در صربستان است که در صربستان واقع شده‌است. کوزیاک ۱٬۰۲۵ نفر جمعیت دارد و ۱۱۷ متر بالاتر از سطح دریا واقع شده‌است.